# Bogdanowka (rejon tocki)
Bogdanowka (ros. Богдановка) – wieś (sieło) w Rosji, w obwodzie orenburski, w rejonie tockim. W 2010 liczyła 584 mieszkańców.